# 2012-es BGL Luxembourg Open
A 2012-es BGL Luxembourg Open női tenisztornát Luxembourgban rendezték meg 2012. október 15. és 21. között. A verseny International kategóriájú volt. A mérkőzéseket kemény borítású fedett pályákon játszották, 2012-ben huszonkettedik alkalommal.

## Győztesek
Egyéniben Venus Williams szerezte meg a tornagyőzelmet, a döntőben 6–2, 6–3-ra felülmúlva a román Monica Niculescut. A korábbi világelső teniszezőnő negyvennegyedik egyéni tornagyőzelmét aratta, a 2010 februárjában megszerzett acapulcói diadala óta az elsőt. Az aktív teniszezők között ezzel megerősítette második helyét húga, a viadal befejezésekor negyvenöt győzelmet elért Serena mögött.
Párosban az Andrea Hlaváčková–Lucie Hradecká-kettős diadalmaskodott, a fináléban 6–3, 6–4-re felülmúlva az Irina-Camelia Begu–Monica Niculescu-duót. A két cseh játékosnak ez volt a negyedik közös tornagyőzelme a szezon során, összességében a kilencedik.

## Döntők

### Egyéni
Venus Williams –  Monica Niculescu 6–2, 6–3

### Páros
Andrea Hlaváčková /  Lucie Hradecká –  Irina-Camelia Begu /  Monica Niculescu 6–3, 6–4

## Világranglistapontok
| Eredmény           | Egyéni | Páros |
| ------------------ | ------ | ----- |
| Győzelem           | 280    | 280   |
| Döntő              | 200    | 200   |
| Elődöntő           | 130    | 130   |
| Negyeddöntő        | 70     | 70    |
| 16 között          | 30     | 1     |
| 32 között          | 1      | –     |
| Főtáblára jutás    | 16     | –     |
| Selejtező (döntő)  | 10     | –     |
| Selejtező (2. kör) | 6      | –     |
| Selejtező (1. kör) | 1      | –     |

## Pénzdíjazás
A torna összdíjazása a többi International versenyhez hasonlóan 220 000 amerikai dollár volt. Az egyéni bajnok 37 000 dollárt, a győztes páros együttesen 11 000 dollárt kapott.
| Eredmény           | Egyéni   | Páros    |
| ------------------ | -------- | -------- |
| Győzelem           | 37 000 $ | 11 000 $ |
| Döntő              | 19 000 $ | 5750 $   |
| Elődöntő           | 10 200 $ | 3100 $   |
| Negyeddöntő        | 5340 $   | 1650 $   |
| 16 között          | 2950 $   | 860 $    |
| 32 között          | 1725 $   | –        |
| Selejtező (döntő)  | 860 $    | –        |
| Selejtező (2. kör) | 460 $    | –        |
| Selejtező (1. kör) | 265 $    | –        |